# The National
The National is een Amerikaanse indierockband uit New York. De band is in 1999 opgericht door vrienden uit Cincinnati. De groep bestaat uit vijf mannen, onder wie twee paar broers. 

## Bezetting
- Matt Berninger - zang, tekstschrijver
- Aaron Dessner - gitaar, basgitaar en piano
- Bryce Dessner - gitaar
- Scott Devendorf - basgitaar en gitaar
- Bryan Devendorf - drums

Padma Newsome, van de zusterband Clogs, levert vaak bijdragen aan The National door het spelen van keyboard en verschillende strijkinstrumenten. Ook Sufjan Stevens, een vriend van de band, speelt af en toe vleugel mee.

## Geschiedenis
Het eerste album van The National kwam uit in 2001 en heette The National. De band brak pas door na het vierde album, Boxer, in 2007. Muziekcritici waren lovend over de plaat en vergeleken de groep met Nick Cave, Tindersticks, Interpol en Bruce Springsteen.
Toen de groep in Frankrijk toerde ontmoetten ze filmmaker Vincent Moon, die onder andere clips maakte voor Beirut. Moon besloot om van The National een documentairefilm te maken. De dvd hiervan kwam in 2008 uit en heette A Skin, A Night, en werd samen geleverd met de ep The Virginia EP.
In de winter van 2007 en de zomer van 2008 maakte de groep een Europese tournee. In Nederland speelde groep onder meer in de Melkweg en op het festival Lowlands. In België stond de groep onder meer op de festivals Dour Festival, Pukkelpop, Rock Werchter, Cross-linx en Rock Herk. Het eerste Benelux-optreden van The National was in Peer, in België, op 5 juni 2004. Er daagden slechts 30 betalende bezoekers op.
In 2010 kwam The National met hun vijfde album, High Violet. Dit betekende voor hen de definitieve doorbraak in de Benelux en bij uitbreiding heel Europa. Hun eerste single 'Bloodbuzz Ohio' kwam zelfs vrij hoog in de hitlijsten terecht.
Hun zesde album, Trouble Will Find Me, kwam uit in mei 2013. In september 2017 verscheen Sleep Well Beast, dat genomineerd werd voor twee Grammy Awards. Een daarvan, die voor Best Alternative Music Album, werd verzilverd.. Hun optreden, als afsluiter van de tweede dag van Best Kept Secret-festival (zaterdag 9 juni 2018), werd nationaal en internationaal geprezen, o.a. in de Volkskrant en De Morgen
Op 17 mei 2019 verscheen hun achtste studioalbum I am Easy to Find waar de single You Had Your Soul With You als voorloper van het album verscheen in maart 2019.
Eind 2021 bracht de band de single Somebody Desperate uit, deze verschijnt op de soundtrack van de film Cyrano.
In 2023 werden er twee albums uitgebracht: First Two Pages of Frankenstein en Laugh Track. De eerstgenoemde werd ruim van tevoren aangekondigd. Laugh Track daarentegen, was een verrassingsalbum. Daarnaast trad The National op 29 september 2023 op in het Ziggo Dome in Amsterdam, waar ze maarliefst 28 nummers speelden.

## Bandnaam
De officiële website van de groep heet niet thenational.com, maar americanmary.com. Dit kwam doordat die eerste naam al bezet bleek te zijn. Daarom nam de groep maar de naam van het vierde nummer van hun eerste album: American Mary. Overigens geven de bandleden aan dat ze zowel American Mary als The National maar slechte namen vinden voor een band.

## Discografie

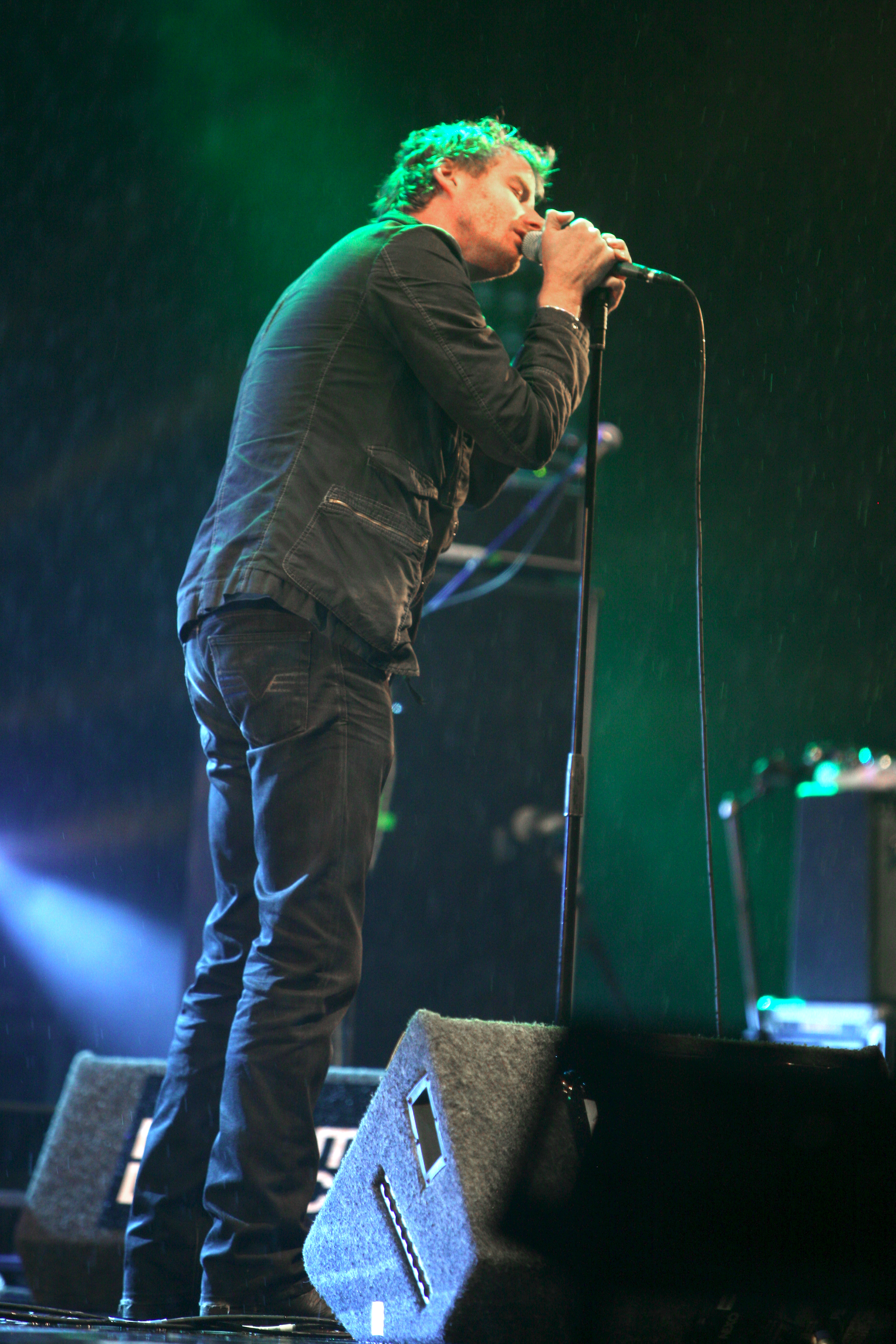
Matt Berninger tijdens een optreden van The National bij het Franse festival Route du Rock in Saint-Malo in augustus 2007

### Albums
| Album met eventuele hitnotering(en) in de Nederlandse Album Top 100 | Datum van verschijnen | Datum van binnenkomst | Hoogste positie | Aantal weken | Opmerkingen |
| ------------------------------------------------------------------- | --------------------- | --------------------- | --------------- | ------------ | ----------- |
| The National                                                        | 03-07-2001            |                       |                 |              |             |
| Sad Songs for Dirty Lovers                                          | 02-09-2003            |                       |                 |              |             |
| Alligator                                                           | 11-04-2005            |                       |                 |              |             |
| Boxer                                                               | 21-05-2007            |                       |                 |              |             |
| High Violet                                                         | 07-05-2010            | 15-05-2010            | 23              | 34           |             |
| Trouble Will Find Me                                                | 20-05-2013            | 25-05-2013            | 7               | 20           |             |
| Sleep Well Beast                                                    | 08-09-2017            | 09-09-2017            | 3               | 10           |             |
| I Am Easy to Find                                                   | 17-05-2019            | 25-05-2019            | 5               | 5            |             |
| First Two Pages of Frankenstein                                     | 28-04-2023            | 06-05-2023            | 1               | 3            |             |
| Laugh Track                                                         | 18-09-2023            | 25-11-2023            | 14              | 1            |             |

| Album met hitnotering(en) in de Vlaamse Ultratop 200 albums | Datum van verschijnen | Datum van binnenkomst | Hoogste positie | Aantal weken | Opmerkingen |
| ----------------------------------------------------------- | --------------------- | --------------------- | --------------- | ------------ | ----------- |
| Boxer                                                       | 2007                  | 09-06-2007            | 32              | 11           |             |
| High Violet                                                 | 2010                  | 15-05-2010            | 3               | 87           | Goud        |
| Trouble Will Find Me                                        | 2013                  | 25-05-2013            | 2               | 83           |             |
| Sleep Well Beast                                            | 2017                  | 16-09-2017            | 2               | 58           |             |
| Boxer - Live in Brussels                                    | 2018                  | 21-07-2018            | 37              | 7            |             |
| I am Easy to Find                                           | 17-05-2019            | 25-05-2019            | 2               | 28           |             |
| The National                                                | 2021                  | 06-03-2021            | 133             | 1            |             |
| First Two Pages of Frankenstein                             | 28-04-2023            | 06-05-2023            | 1               | 22           |             |
| Laugh Track                                                 | 18-09-2023            | 23-09-2023            | 12              | 12           |             |

### Singles
| Single met hitnotering(en) in de Vlaamse Ultratop 50 | Datum van verschijnen | Datum van binnenkomst | Hoogste positie | Aantal weken | Opmerkingen      |
| ---------------------------------------------------- | --------------------- | --------------------- | --------------- | ------------ | ---------------- |
| Bloodbuzz Ohio                                       | 26-04-2010            | 26-06-2010            | 16              | 5            |                  |
| Anyone's Ghost                                       | 23-08-2010            | 06-11-2010            | 48              | 1            |                  |
| Terrible Love                                        | 15-11-2010            | 27-11-2010            | tip11           | -            |                  |
| Wake Up Your Saints                                  | 22-11-2010            | 19-02-2011            | tip45           | -            |                  |
| Conversation 16                                      | 21-02-2011            | 19-03-2011            | tip14           | -            |                  |
| Demons                                               | 2013                  | 20-04-2013            | tip13           | -            |                  |
| Don't Swallow the Cap                                | 2013                  | 25-05-2013            | tip7            | -            |                  |
| Sea of Love                                          | 2013                  | 14-09-2013            | tip18           | -            |                  |
| I Need My Girl                                       | 2013                  | 16-11-2013            | 34              | 7            |                  |
| Graceless                                            | 2014                  | 22-03-2014            | tip20           | -            |                  |
| The System Only Dreams in Total Darkness             | 2017                  | 20-05-2017            | tip4            | -            |                  |
| Carin at the Liquor Store                            | 2017                  | 19-08-2017            | tip24           | -            |                  |
| Day I Die                                            | 2017                  | 09-09-2017            | tip3            | -            |                  |
| Fake Empire (live)                                   | 2018                  | 02-06-2018            | tip43           | -            |                  |
| You Had Your Soul with You                           | 2019                  | 09-03-2019            | tip17           | -            |                  |
| Light Years                                          | 2019                  | 13-04-2019            | tip             | -            |                  |
| Hairpin Turns                                        | 2019                  | 18-05-2019            | tip             | -            |                  |
| Rylan                                                | 2019                  | 01-06-2019            | tip39           | -            |                  |
| Hey Rosey                                            | 2020                  | 25-01-2020            | tip             | -            |                  |
| Never Tear Us Apart                                  | 2020                  | 07-03-2020            | tip             | -            |                  |
| Coney Island                                         | 2020                  | 19-12-2020            | tip8            | -            | met Taylor Swift |

### Ep's
- Cherry Tree (2004)
- The Virginia EP (2008)

### NPO Radio 2 Top 2000
| Nummers met noteringen in de NPO Radio 2 Top 2000 | '23  | '24  |
| ------------------------------------------------- | ---- | ---- |
| Bloodbuzz Ohio                                    | 1592 | 1592 |
| Coney Island (met Taylor Swift)                   | -    | 1237 |
| I Need My Girl                                    | 1802 | 1738 |

1. ↑  Een '-' betekent dat het nummer niet was genoteerd en een vetgedrukt getal geeft de hoogste notering van een nummer aan.
2. ↑  2023 was het eerste jaar met een notering voor The National.